# Jet Airways
Jet Airways India Ltd. fue una aerolínea con base en la ciudad india de Bombay y que operó vuelos regionales e internacionales, en concreto unos 330 vuelos diarios a 50 destinos en 7 países (incluyendo la propia India). Después de su cese en 2019, la aerolínea podría estar volviendo a operar a finales de 2022.
Su aeropuerto de referencia es el Aeropuerto Internacional Chhatrapati Shivaji de Bombay, destacando dentro de su red otros como el Aeropuerto Internacional Indira Gandhi de Delhi, el Aeropuerto Internacional de Chennai, el Netaji Subhash Chandra Bose de Calcuta o el Aeropuerto de Ámsterdam Schiphol, centro de sus operaciones en Europa.
Según las últimas cifras disponibles (marzo de 2007), controla un 43% de la aviación regional, siendo la primera compañía del país en cuota de mercado. Este dato es aún más relevante si se tiene en cuenta que unos meses antes la cuota era de tan solo un 27%.

## Historia
Jet Airways fue fundada como operadora de servicios de aerotaxi el 1 de abril de 1992, no iniciando sus vuelos comerciales hasta el 5 de mayo de 1993 con una flota de 4 Boeing 737-300. En enero de 1994 una reforma legal permitió a Jet Airways solicitar el estatus de aerolínea de vuelos regulares, el cual le fue concedido el 4 de enero de 1995. Comenzó las operaciones internacionales en marzo de 2004 con sus primeros vuelos a Sri Lanka. Tras superar algunas dificultades, la compañía llevó a cabo el plan anunciado en enero de 2006 de hacerse con su rival Air Sahara. En marzo de 2007, la aerolínea estaba controlada por Tailwinds (empresa de Naresh Goyal) con un 80% de las acciones, mientras que el 20% cotizaba en bolsa. Asimismo, la plantilla era de 10.017 empleados.
Naresh Goyal, quien ya había sido propietario de Jetair (Private) Limited, una empresa dedicada a promocionar aerolíneas extranjeras en la India, creó Jet Airways con la intención de convertirla en una aerolínea de servicio regular capaz de competir con Indian Airlines, empresa pública que había estado disfrutando de un jugoso monopolio después de la nacionalización de las mayores compañías aéreas de la India en cumplimiento del Air Corporations Act (Ley de Corporaciones Aéreas) de 1953. Con la derogación de dicha ley en enero de 1994, Jet Airways obtuvo el estatus de aerolínea regular. [cita requerida]
Jet Airways y Air Sahara fueron las únicas aerolíneas privadas que sobrevivieron a la crisis que la economía de la India sufrió a principios de los años 90. En enero de 2006, Jet Airways anunció que compraría Air Sahara, operación que sería la mayor absorción en la historia de la aviación nacional. La compañía resultante sería la mayor del país pero en un primer momento las negociaciones fracasaron. Sin embargo, tras modificar algunas de las condiciones del acuerdo, éste fue alcanzó en enero de 2007.
El que los trabajadores indios reciban salarios más bajos en comparación con las economías occidentales no es la única razón de que Jet Airways ofrezca unos precios sumamente competitivos. La compañía también aplica la política de "exprimir sus activos", por ejemplo aprovechando al máximo su flota minimizando los tiempos entre vuelos de forma similar a las low-cost occidentales. Esta reducción de costes ha servido en parte a la compañía para compensar los gastos por las elevadas tasas de aeropuerto y el precio del combustible, notablemente superiores en la India que la media internacional. [cita requerida]

### Propiedad de la marca
[cita requerida]
Jet Airways no posee su propia marca. La propietaria de la marca es Jetair Enterprises Ltd., una compañía independiente controlada por Naresh Goyal que licencia su uso a la aerolínea a cambio de un pago anual. Este acuerdo es muy similar al que gobierna el uso de la marca "easy" por parte de la empresa easyJet Airline Company Limited (nombre oficial de la aerolínea easyJet). Según el acuerdo mencionado, Sir Stelios Haji-Ioannou, fundador y mayor accionista individual de easyJet Airline Co. Ltd. es el único propietario de la marca "easy" y licencia su uso a la aerolínea a cambio de una determinada cantidad de dinero. Este tipo de convenios son de vital importancia en el caso de que las aerolíneas firmantes sean objeto de una OPA hostil ya que el supuesto comprador no se haría automáticamente con el mercado asociado a dicha marca. De esta forma la compañía se blinda en cierto modo frente a este tipo de operaciones financieras.

### Dificultades para entrar en los Estados Unidos
Jet esperaba abrir sus rutas a Newark vía Bruselas en julio de 2005, pero 4 meses antes, fecha en que la aerolínea envió la solicitud al Departamento Federal de Transportes de los Estados Unidos, surgieron problemas. Nancy Heckerman, CEO de la compañía americana Jet Airways Inc. con base en el estado de Maryland, mostró su oposición a la concesión de estos servicios mediante carta dirigida al Departamento de Transportes alegando usurpación de marca registrada. Aunque el litigio permanece sin resolver, el Gobierno Federal concluyó que esa no era una razón para evitar a Jet volar a los Estados Unidos.
Una segunda alegación, esta vez más seria, se centró en que la estructura de la empresa era opaca y que había vínculos demostrables con el crimen organizado tanto de la India como de otros lugares del extranjero. Jet Airways fue creada originalmente como subsidiaria de Tailwinds, un holding con sede en el paraíso fiscal de la Isla de Man y cuyo único accionista era Naresh Goyal, fundador y presidente de la empresa. Inicialmente, tanto Gulf Air como Kuwait Airways habían adquirido participaciones minoritarias en la aerolínea; sin embargo, el gobierno de la India posteriormente decretó que las compañías aéreas extranjeras no estaban autorizadas a poseer acciones de ninguna aerolínea india (si bien otras empresas e inversores extranjeros si lo estaban)[cita requerida].
Como resultado de esta legislación, Gulf Air y Kuwait Airways vendieron sus participaciones a Naresh Goyal, que de ese modo se convirtió en el único accionista de la aerolínea. Jet Airways lanzó en 2005 una pequeña parte de la empresa (sobre un 20%) a la cotización en la Bolsa de Bombay con el objeto de hacer frente a las deudas acumuladas por la compañía desde su nacimiento y obtener fondos para la expansión de la flota, incluyendo la adquisición de varios Airbus A330 y Boeing 777 con que operar rutas de largo alcance a Europa y Norteamérica. Todo esto resultó en una reducción de la participación de Tailwind en la aerolínea hasta el 80%. Según los estatutos de la sociedad, la mayor parte de las acciones de Naresh Goyal en Tailwinds no eran suyas sino que representaba a varias personas que al menos parecían ser oriundos y residentes en la India. Mientras que los funcionarios del Gobierno se dieron por satisfechos y confirmaron que esta distribución del accionariado no comprometía el estatus de Jet Airways como compañía india controlada por ciudadanos indios, todo ese revuelo hizo que las autoridades estadounidenses comenzasen a ver como problemática la entrada de la empresa en su mercado.
Otro asunto problemático según las autoridades norteamericanas era la ciudadanía de Naresh Goyal. En los medios indios habían aparecido informaciones acerca de que era nativo de la India, nacionalizado alemán y de residencia permanente en el Reino Unido. Las leyes indias sobre ciudadanía que prohibían la doble nacionalidad a los propietarios de pasaporte indio habían sido recientemente enmendadas, de modo que pasaba a ser legal salvo en determinados casos: no era compatible con las nacionalidades pakistaní y bangladesí, además de con aquellas que no permiten ese estatus. Por ejemplo, los alemanes no poseen ese derecho, mientras que las personas de nacionalidad británica, estadounidense, canadiense, australiana u holandesa sí.
Estas informaciones confirmaron que Jet Airways estaba controlada de facto por Naresh Goyal como gestor de la mayoría de las acciones de Tailwinds, siendo este un hecho que las autoridades estadounidenses consideraron como una violación del acuerdo bilateral de "cielos abiertos" entre la India y los Estados Unidos, así como de las leyes internacionales de Aviación Civil, que obligan a que una aerolínea sea propiedad de y esté controlada por ciudadanos del país que representa. Esto quiere decir que si Jet Airways está controlada en efecto por un ciudadano alemán y no indio, los derechos de tráfico aéreo entre la India y los Estados Unidos (y probablemente otros países) deberían ser renegociados bajo el acuerdo bilateral de "cielos abiertos" entre Alemania y Estados Unidos. Además, los Estados Unidos y otros países podrían solicitar al gobierno indio futuras concesiones para que sus compañías de bandera operen vuelos regulares a o desde la India en caso de que Jet Airways intentase monopolizar dichos servicios. Esto, a su vez, también podría llevar a que otros competidores indios de Jet Airways presentasen quejas ante las autoridades del país acerca de su nacionalidad, protestas que podrían resultar en la revocación de los permisos de vuelo de Jet Airways tanto en la India como en el extranjero.
Llegaron a circular rumores de que Tailwinds funcionaba como marioneta de ciertas aerolíneas extranjeras, que la empresa era propiedad de uno de los criminales más buscados en la India o incluso que mantenía vínculos con al Qaeda. Estas oscuras informaciones provocaron la revisión por parte de las autoridades estadounidenses de la solicitud de Jet Airways para comenzar sus operaciones regulares entre la India y los Estados Unidos, lo que supuso un retraso de dos años en su concesión. Finalmente el Departamento de Estado concluyó que el accionariado de Jet Airways con entraba en ningún tipo de conflicto con la seguridad nacional.
El último problema surgió alrededor de Asmin Tariq, un británico de origen pakistaní que trabajaba para la aerolínea como agente de seguridad en Heathrow y que resultó implicado en el complot terrorista fallido del 10 de agosto de 2006 para atentar en pleno vuelo contra 10 aviones trasatlánticos de algunas compañías americanas en sus viajes desde Heathrow y Gatwick al JFK, Newark y LAX.
Asmin Tariq fue arrestado junto con otras 20 personas y fue suspendido de su empleo en Jet Airways. Cuando alguien pregunta cómo una persona de esa clase podía ocupar un empleo que necesita tanta confianza y confidencialidad, Jet Airways contesta que dicha persona poseía un pasaporte británico y había superado los difíciles controles de BAA, la empresa concesionaria de Heathrow. Asimismo se escudan en que la legislación laboral del Reino Unido obliga a las empresas a ofrecer los puestos fijos a quienes los han ocupado anteriormente una vez que el contrato por el cual lo ocupaban ha finalizado.

### Intento de fusión con Air Sahara
En enero de 2006 Jet Airways anunció su intención de comprar Air Sahara mediante el pago de 500 millones de dólares USA en metálico. La operación sería por la totalidad de la compañía, incluyendo sus activos e infraestructuras. El trato sería el mayor en la historia de la aviación de la India y de él resultaría la mayor aerolínea del país.
La reacción del mercado fue variada, habiendo algunos analistas que afirmaban que Jet Airways había sobrevalorado a Air Sahara. La fecha límite para alcanzar un acuerdo de fusión era el 21 de junio de 2006. Uno de los puntos de fricción era el retraso del Gobierno para aprobar la entrada del presidente de Jet, Naresh Goyal, en el consejo de Air Sahara. Air Sahara contestó que Jet Airways había urdido este retraso como manera de intentar escaparse de un trato con el que ya no estaban de acuerdo. Jet replicó que aceptaría el acuerdo únicamente si su valor se veía reducido en un 20 o 25 por ciento respecto del precio original, cantidad más o menos correspondiente a las deudas de Air Sahara. Esta opción fue rechazada de lleno por Air Sahara, y al final ambas partes confirmaron que no se había alcanzado acuerdo alguno.
Tras el fracaso de las negociaciones, las compañías se demandaron mutuamente por daños y perjuicios, demandas que actualmente se encuentras archivadas.
La Corte Suprema de Bombay sentenció el 22 de septiembre de 2006 que permitía a Jet Airways recuperar la fianza de 15.000 millones de rupias depositada por la adquisición de Air Sahara: "Jet tendrá el derecho de recuperar su fianza a través de un aval bancario por idéntico valor". La fianza sería devuelta a Jet, mientras que los intereses generados por ésta mientras estuvo depositada serían para Air Sahara. Sin embargo, todas las formalidades acerca de la cuenta de la fianza serían resueltas por un tribunal de arbitraje cuyas deliberaciones comenzaron el 9 de octubre de 2006.

### Compra de Air Sahara
El 12 de abril de 2007 Jet Airways por fin acordó con Air Sahara su compra por 14.500 millones de rupias (unos 340 millones de dólares USA). Air Sahara pasaría a ser conocida como Jet Lite y se situaría en el segmento entre las low-cost y las aerolíneas tradicionales. Podría asimismo pensarse que, con la adquisición de Air Sahara, Jet Airways llevaría a cabo la renovación de su flota, sus tripulaciones y su imagen en general, además de iniciar servicios de carga a finales de año. La empresa resultante del acuerdo controlaría el 32% del mercado regional. Esta vez, a diferencia de lo que sucedió el año anterior, se alcanzó el entendimiento y la operación fue ejecutada.

## Destinos
[cita requerida]
Jet Airways vuela a 52 destinos, incluyendo 6 ciudades fuera de la India.
Entre estos 52 destinos se incluyen la mayor parte de las grandes ciudades de la India, así como las extranjeras de Katmandú, Colombo, Singapur, Bangkok, Kuala Lumpur, Londres (Heathrow), Ámsterdam (Schiphol) y, (vía Ámsterdam) Toronto (Pearson). Jet Airways fue la primera aerolínea privada de la India en volar a destinos internacionales, operaciones que comenzaron en marzo de 2004 entre Chennai y Colombo una vez obtenida la pertinente autorización del Gobierno indio.
Posteriormente fueron añadidas las rutas Bombay-Colombo y Delhi-Katmandú en mayo en 2004. El 29 de diciembre de 2004 el Gobierno indio decidió permitir a las aerolíneas privadas realizar operaciones internacionales de forma regular, con excepción de los destinos del Golfo Périsco (Arabia Saudí, Baréin, Emiratos Árabes Unidos, Kuwait, Omán y Catar) y Pakistán. Esta reforma legal no afectó únicamente a Jet, puesto que en aquellos momentos Air Sahara todavía era una compañía independiente que también pasaba a tener autorización para operaciones internacionales bajo dichos términos.
Jet Airways supo tomar ventaja sumando a sus rutas aquellos destinos rentables para su esperada flota de Boeing 737-700/800, tales como Singapur y Kuala Lumpur. Además la compañía alquiló 3 Airbus A340-300E a South African Airways para poder iniciar sus vuelos sin escalas a Londres-Heathrow y realizó un encargo de varios Airbus A330-200 y Boeing 777-300ER para una posterior expansión de su red de destinos a ciudades de Europa y Norteamérica. En 2006, las rutas internacionales de Jet Airways incluían a Katmandú, Colombo, Singapur, Kuala Lumpur y Londres-Heathrow, aeropuertos a los que se podía viajar desde Bombay, Delhi, Chennai y Amritsar.
El 4 de agosto de 2006 Jet Airways comenzó a operar un vuelo tres veces por semana desde la ciudad de Amritsar a Londres-Heathrow para facilitar los desplazamientos de la gran comunidad punjabi que reside en el Reino Unido. La frecuencia de este servicio, que como arriba se comenta empezó siendo de tres vuelos por semana, actualmente es de seis. Jet Airways también comenzó el 23 de enero de 2007 a volar a Bangkok desde Delhi y Calcuta. Asimismo, el 3 de abril de 2007 fue inaugurado con una frecuencia de tres veces por semana un vuelo desde Ahmedabad a Londres-Heathrow para atender las necesidades de la comunidad guyaratí en el Reino Unido.
Para estos dos servicios la aerolínea utiliza sus recientemente adquiridos Airbus A330-200, mientras que las rutas a Bangkok son realizadas por los nuevos Boeing 737-800s equipados con winglets.
En 2016, Jet Airways finalizó sus servicios a Bruselas-Zaventem y Newark debido a problemas económicos. Para solucionarlos, ha hecho una alianza con Delta Airlines y Air France-KLM para operar a Ámsterdam.

## Flota

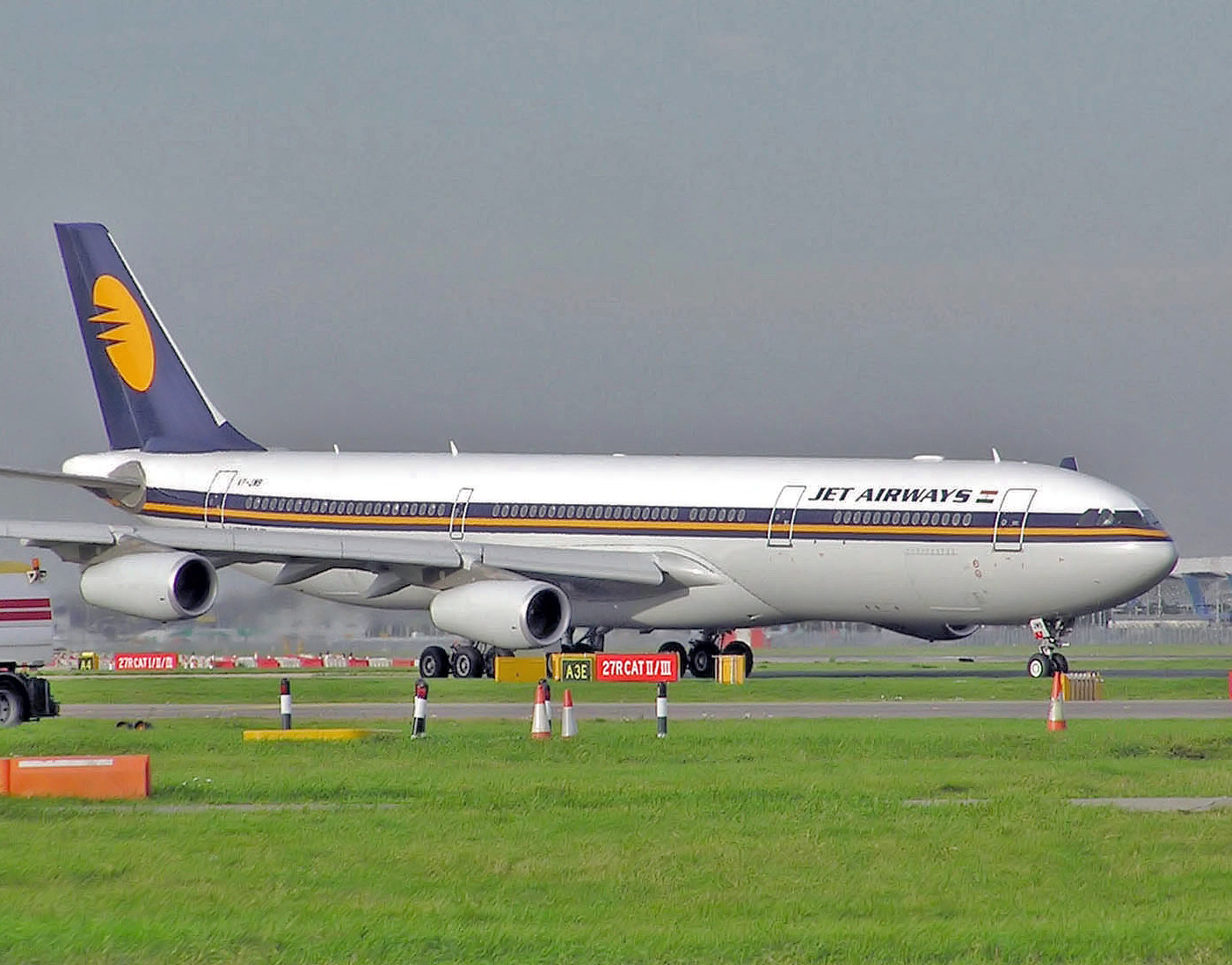
Jet Airways operaba el Airbus A340-300 hasta el año 2007.

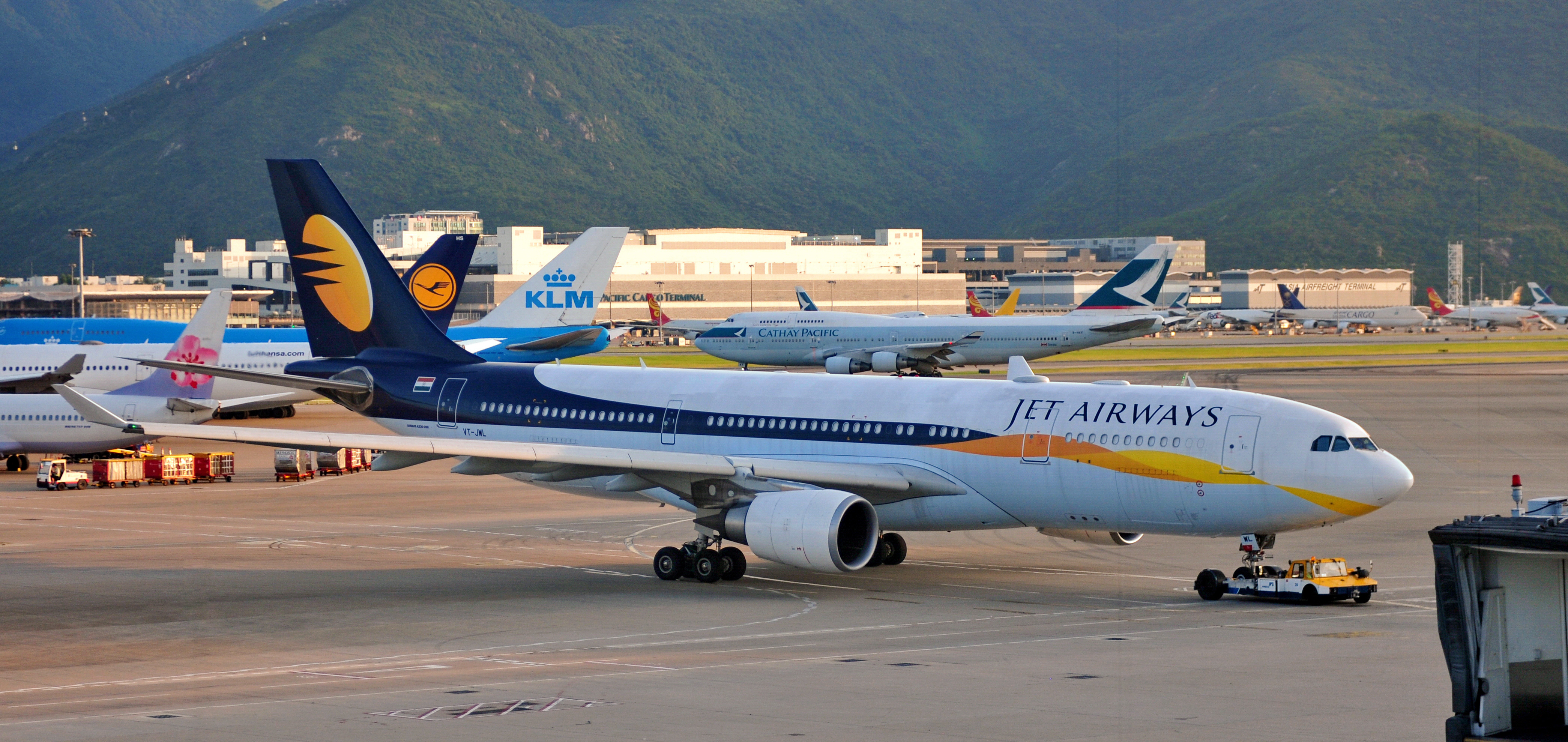
Un Airbus A330-200 de Jet Airways en Hong Kong

Al 11 de abril de 2019, la flota de Jet Airways se compone de
De este modo, la flota de Jet a 11 de abril de 2019 se compone de 98 aeronaves.
La edad media de la flota de Jet Airways es de 8,8 años en abril de 2019.
Las aeronaves de Jet Airways no han sufrido accidentes con pérdidas humanas.

## Acuerdos con otras aerolíneas
Jet Airways posee acuerdos comerciales con:
- Air France
- Austrian
- British Airways
- Brussels Airlines
- Delta Airlines[9]
- Gulf Air
- KLM
- Lufthansa
- Northwest Airlines
- Qantas
- South African Airways
- Swiss International Airlines
- Thai Airways International
- Aeroméxico